# Hjärtklocka
Hjärtklocka (Campanula alliariifolia) är en klockväxtart som beskrevs av Carl Ludwig von Willdenow. Enligt Catalogue of Life ingår Hjärtklocka i släktet blåklockor och familjen klockväxter, men enligt Dyntaxa är tillhörigheten istället släktet blåklockor och familjen klockväxter. Arten är reproducerande i Sverige.

## Underarter
Arten delas in i följande underarter:
- C. a. alliariifolia
- C. a. letschchumensis

## Bildgalleri

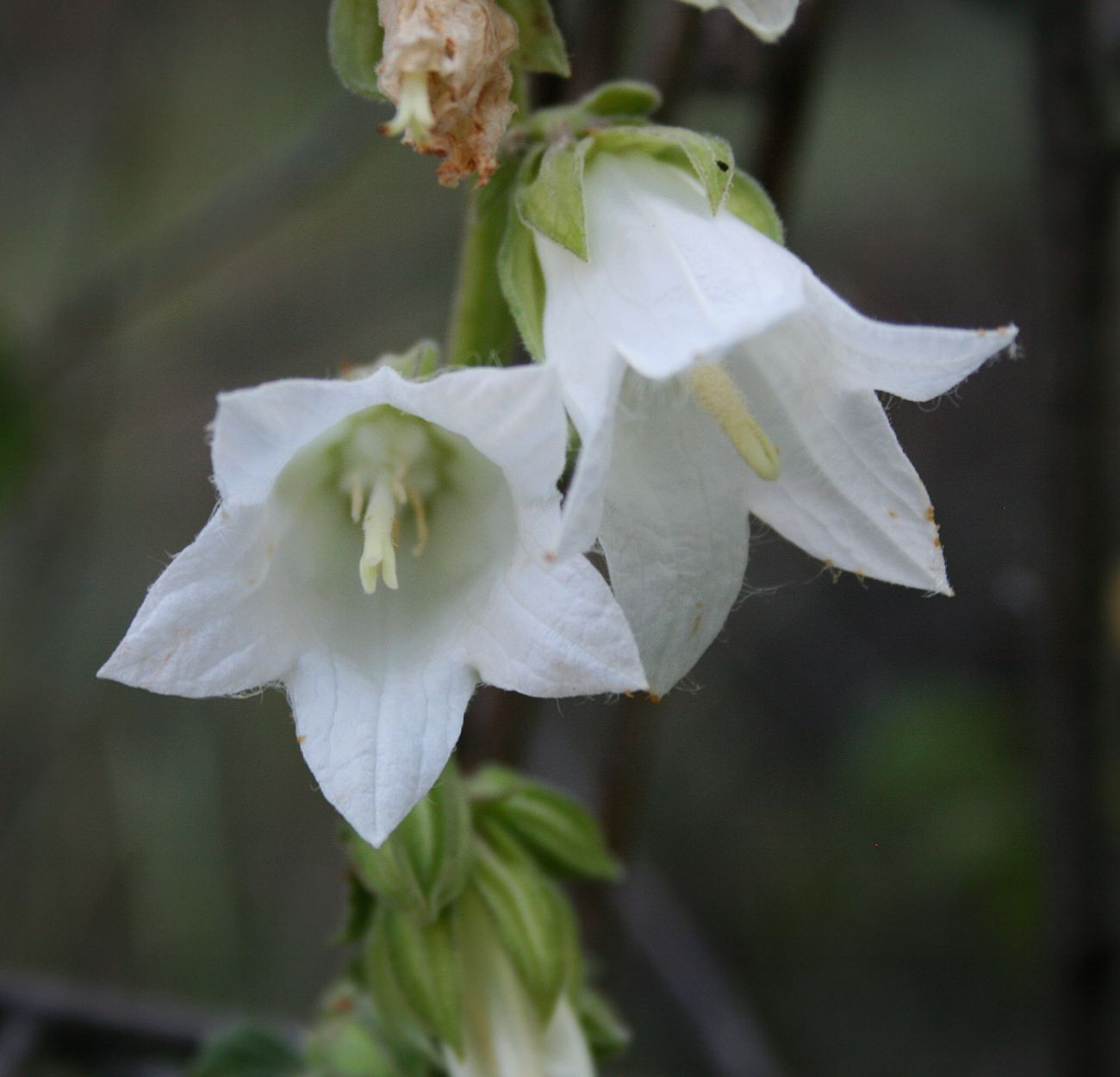
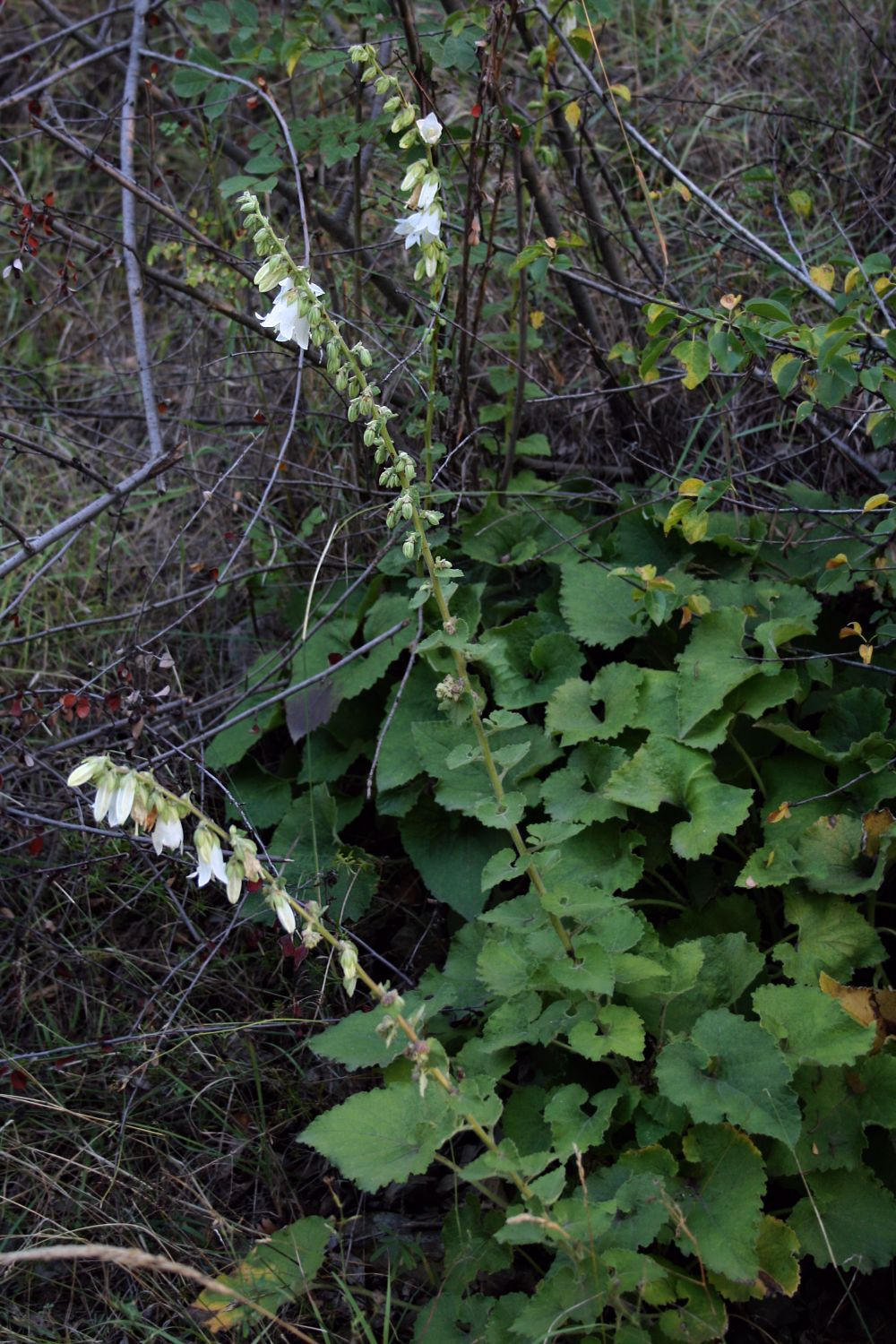
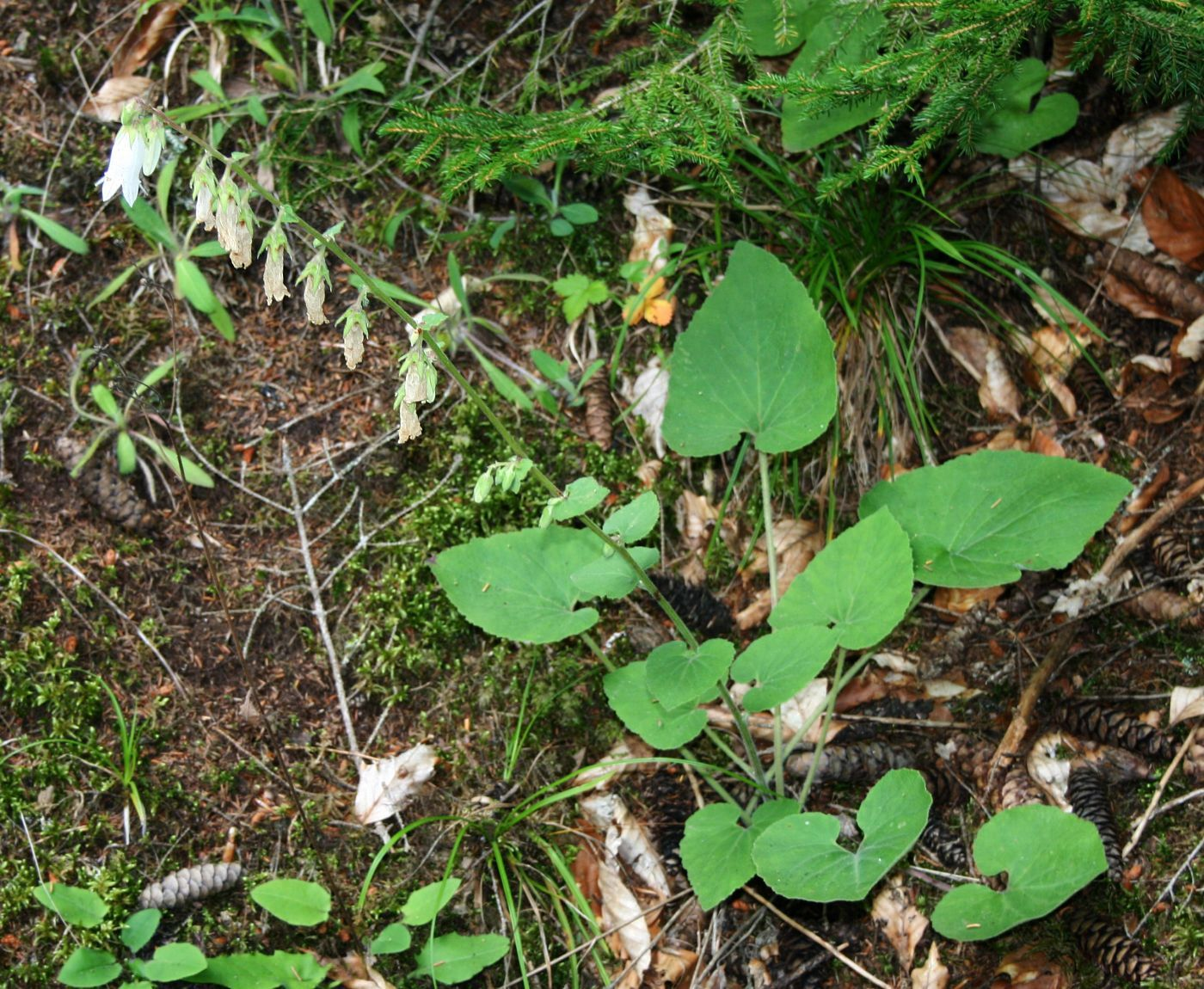
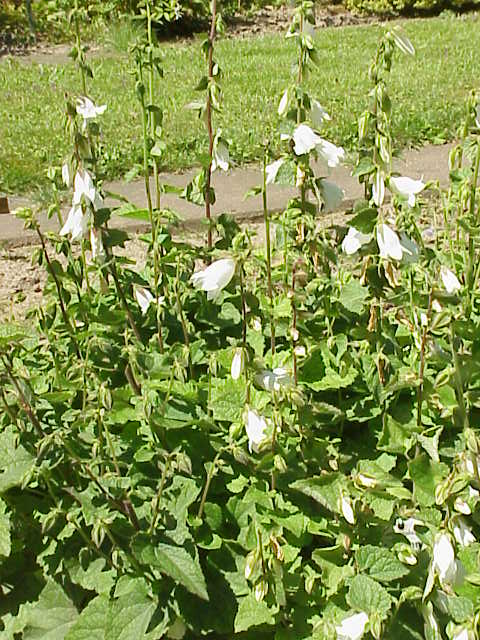
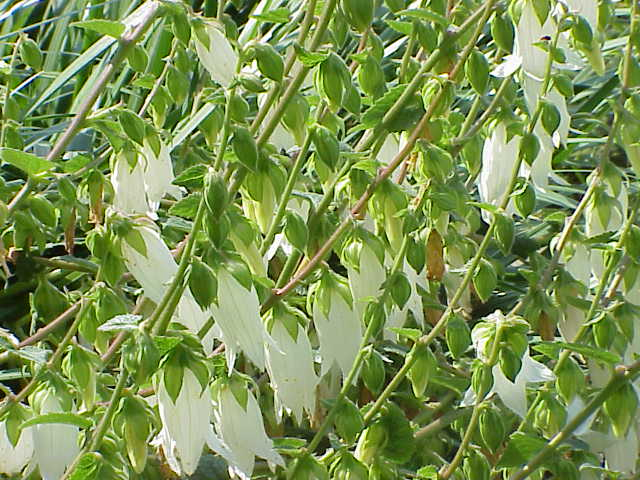
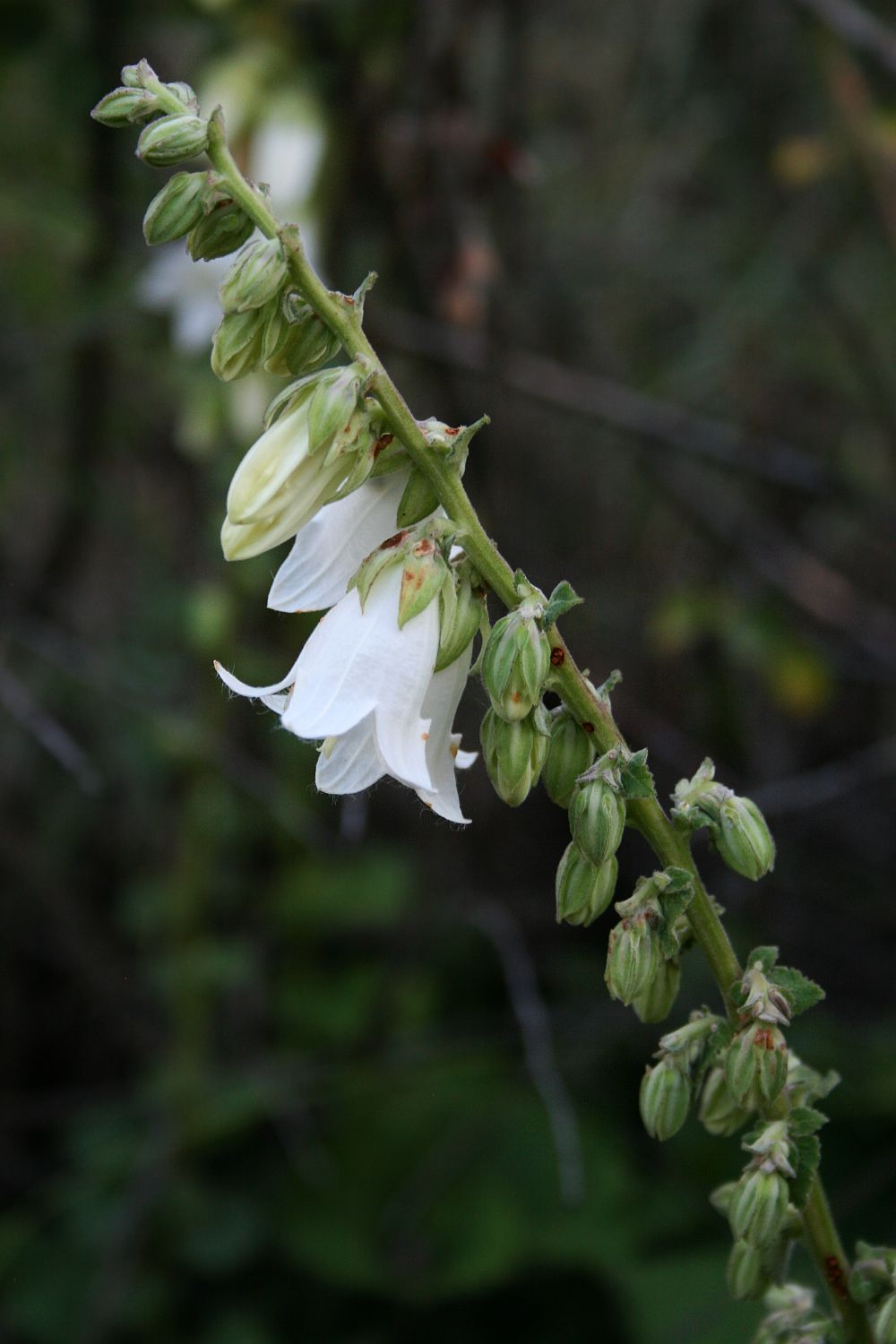